# アンドリュー・ドミニク
アンドリュー・ドミニク（Andrew Dominik, 1967年10月7日 - ）は、オーストラリアの映画監督、脚本家である。

## 生い立ち
ニュージーランドのウェリントンで生まれ、2歳の時からはオーストラリアに住む。1988年にメルボルンのスウィンバーン映画学校を卒業した。

## キャリア

### チョッパー・リード 史上最凶の殺人鬼（2000年）
2000年にオーストラリアの実在の犯罪者チョッパー・リードを題材とした『チョッパー・リード 史上最凶の殺人鬼』で監督デビューする。主演のエリック・バナの好演もあり、批評家には概ね高評価された。オーストラリア映画協会賞では監督賞、主演男優賞、助演男優賞を受賞した。

### ジェシー・ジェームズの暗殺（2007年）
監督2作目『ジェシー・ジェームズの暗殺』は、同名の小説を原作としており、ブラッド・ピットとケイシー・アフレックが出演した。カナダでの主要撮影は2005年に完了していたが、編集作業の大幅な遅れに伴い公開は2006年から2007年に延期された。スタジオ側は「少ない黙想と多くのアクション」を望んだが、ドミニクとピットはよりゆっくりとした作風を望んだ。映画は数段階も編集され、最長版は4時間あった。最終バージョン完成までにポストプロダクションに1年以上を要し、結局1時間以上がカットされた。アカデミー賞では撮影賞（ロジャー・ディーキンス）と助演男優賞（アフレック）にノミネートされた。

### ジャッキー・コーガン（2012年）
ドミニクは再度ブラッド・ピットと組み、ジョージ・V・ヒギンズの小説を原作としたダークコメディ『ジャッキー・コーガン』を監督した。撮影は2011年1月から5月まで行われた。第65回カンヌ国際映画祭のコンペティション部門でプレミア上映され、パルム・ドールを競った。アメリカ合衆国ではワインスタイン・カンパニーが配給し、2012年11月公開が予定されている。

### ブロンド（2022年）
ドミニクの次回のプロジェクトの1つとして、ジョイス・キャロル・オーツ執筆による架空のマリリン・モンローの回想録『ブロンド -マリリン・モンローの生涯』の映画化が浮上している。撮影開始は2011年1月を予定していたが、『ジャッキー・コーガン』のために保留された。モンローはナオミ・ワッツが演じることになっていたが、2019年に企画が再スタートし、モンローをアナ・デ・アルマスが演じることが決定した。Netflixで2022年に配信された。その作品の内容から一部の批評家から酷評を受けた。

### 以前に着手していたプロジェクト
2003年にパラマウント映画はドミニクに接近し、アルフレッド・ベスターの1953年の小説『分解された男』の監督オファーをしたが、脚本側との意見の食い違いによりデヴェロップメント・ヘルに陥った。
ドミニクはジム・トンプスンの小説『内なる殺人者』の監督・脚本候補に挙がっていたが、降板した。同作は後にマイケル・ウィンターボトム監督が『キラー・インサイド・ミー』として映画化した。

## 企画中の作品
ドミニクは2006年のフランス映画『唇を閉ざせ』のアメリカリメイク版の脚本を執筆している。監督するかどうかは未定である。
2008年のインタビューでドミニクはジム・トンプスンの『ポップ1280』とコーマック・マッカーシーの『平原の町』の映画化に興味を持っているが、製作時間の確保が難しいと述べた。

## フィルモグラフィー

### 映画
- チョッパー・リード 史上最凶の殺人鬼 Chopper （2000年） - 監督・脚本
- ジェシー・ジェームズの暗殺 The Assassination of Jesse James by the Coward Robert Ford （2007年） - 監督・脚本
- ジャッキー・コーガン Killing Them Softly （2012年） - 監督・脚本[22]
- ブロンド Blonde （2022年）- 監督・脚本[23]

### ドラマ
- マインドハンター Mindhunter （2019年） - 監督

## 受賞歴
| 年   | 賞・映画祭                               | 部門                         | 結果       | 作品名                                  |
| ---- | ---------------------------------------- | ---------------------------- | ---------- | --------------------------------------- |
| 2000 | AFI賞                                    | 監督賞                       | 受賞       | 『チョッパー・リード 史上最凶の殺人鬼』 |
| 2000 | AFI賞                                    | 脚色賞                       | ノミネート | 『チョッパー・リード 史上最凶の殺人鬼』 |
| 2000 | IF賞                                     | インディペンデント映画作家賞 | 受賞       | 『チョッパー・リード 史上最凶の殺人鬼』 |
| 2000 | ストックホルム映画祭                     | 銅馬賞                       | ノミネート | 『チョッパー・リード 史上最凶の殺人鬼』 |
| 2001 | エノスアイレス国際ンディペンデント映画祭 | 作品賞                       | ノミネート | 『チョッパー・リード 史上最凶の殺人鬼』 |
| 2001 | オーストラリア映画批評家協会賞           | 監督賞                       | 受賞       | 『チョッパー・リード 史上最凶の殺人鬼』 |
| 2001 | オーストラリア映画批評家協会賞           | 脚色賞                       | ノミネート | 『チョッパー・リード 史上最凶の殺人鬼』 |
| 2007 | ヴェネツィア国際映画祭                   | 金獅子賞                     | ノミネート | 『ジェシー・ジェームズの暗殺』          |
| 2008 | オーストラリア映画批評家協会賞           | 外国映画賞（英語）           | ノミネート | 『ジェシー・ジェームズの暗殺』          |
| 2008 | 全米西部劇作家賞                         | 西部劇ドラマ賞               | 受賞       | 『ジェシー・ジェームズの暗殺』          |
| 2012 | カンヌ国際映画祭                         | パルム・ドール               | ノミネート | 『ジャッキー・コーガン』                |